# Diecezja La Guaira
Diecezja La Guaira (łac. Dioecesis Guairiensis) – diecezja Kościoła rzymskokatolickiego w Wenezueli. Należy do archidiecezji Caracas. Została erygowana 15 kwietnia 1970 roku przez papieża Pawła VI mocą konstytucji apostolskiej Cum summus. 

## Ordynariusze
- Marcial Augusto Ramírez Ponce (1970–1972)
- Francisco de Guruceaga Iturriza (1973–2001)
- José de la Trinidad Valera Angulo (2001–2011)
- Raúl Biord Castillo SDB (2013–2024)
- Pablo Modesto González Pérez SDB (od 2025)